# Polinemídeos
Polinemídeos (Polynemidae) são uma família de peixes da subordem Percoidei, superfamília Percoidea. O grupo inclui os barbudos.

## Espécies

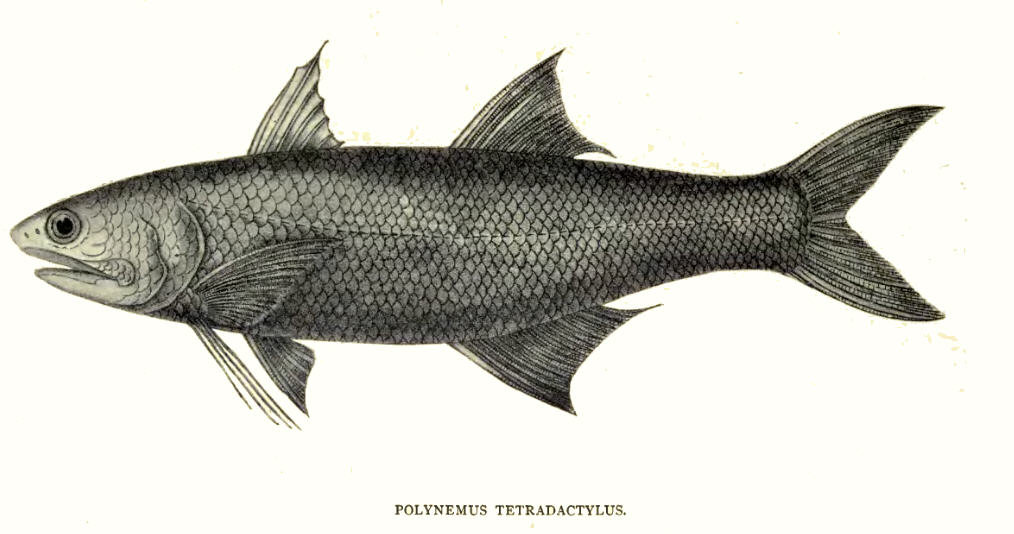
E. tetradactylum

Existem cerca dee 40 espécies em 8 géneros:
- Género Eleutheronema
  - Eleutheronema rhadinum (Jordan e Evermann, 1902).
  - Eleutheronema tetradactylum (Shaw, 1804).
  - Eleutheronema tridactylum (Bleeker, 1849).
- Género Filimanus
  - Filimanus heptadactyla (Cuvier, 1829).
  - Filimanus hexanema (Cuvier, 1829).
  - Filimanus perplexa Feltes, 1991.
  - Filimanus sealei (Jordan e Richardson, 1910).
  - Filimanus similis Feltes, 1991.
  - Filimanus xanthonema (Valenciennes, 1831).
- Género Galeoides
  - Galeoides decadactylus (Bloch, 1795).
- Género Leptomelanosoma
  - Leptomelanosoma indicum (Shaw, 1804).
- Género Parapolynemus
  - Parapolynemus verekeri (Saville-Kent, 1889).
- Género Pentanemus
  - Pentanemus quinquarius (Linnaeus, 1758).
- Género Polydactylus
  - Polydactylus approximans (Lay e Bennett, 1839).
  - Polydactylus bifurcus Motomura, Kimura e Iwatsuki, 2001.
  - Polydactylus longipes Motomura, Okamoto e Iwatsuki, 2001.
  - Polydactylus macrochir (Günther, 1867).
  - Polydactylus macrophthalmus (Bleeker, 1858).
  - Polydactylus malagasyensis Motomura e Iwatsuki, 2001.
  - Polydactylus microstomus (Bleeker, 1851).
  - Polydactylus mullani (Hora, 1926).
  - Polydactylus multiradiatus (Günther, 1860).
  - Polydactylus nigripinnis Munro, 1964.
  - Polydactylus octonemus (Girard, 1858).
  - Polydactylus oligodon (Günther, 1860).
  - Polydactylus opercularis Seale & Bean, 1907.
  - Polydactylus persicus Motomura & Iwatsuki, 2001.
  - Polydactylus plebeius (Broussonet, 1782).
  - Polydactylus quadrifilis (Cuvier, 1829).
  - Polydactylus sexfilis (Valenciennes, 1831).
  - Polydactylus sextarius (Bloch e Schneider, 1801).
  - Polydactylus siamensis Motomura, Iwatsuki e Yoshino, 2001.
  - Polydactylus virginicus (Linnaeus, 1758).
- Género Polynemus
  - Polynemus aquilonaris Motomura, 2003.
  - Polynemus bidentatus Motomura e Tsukawaki, 2006.
  - Polynemus dubius Bleeker, 1854.
  - Polynemus hornadayi Myers, 1936.
  - Polynemus multifilis Temminck & Schlegel, 1843.
  - Polynemus paradiseus Linnaeus, 1758.